# Побиванець Геннадій Юрійович
Геннадій Ю́рійович Побива́нець — полковник Міністерства внутрішніх справ України, учасник російсько-української війни.

## З життєпису
На початку травня 2014-го прем'єр-міністр України Арсеній Яценюк побував в таборі українських силовиків під Слов'янськом, та нагородив ряд вояків за мужність. Полковник Побиванець вдостоївся іменного годинника.
Станом на грудень 2014 року — командир Олександрійської військової частини № 2269 — гвардійська авіаційна база внутрішніх військ МВС України.

## Нагороди
21 серпня 2014 року — за особисту мужність і героїзм, виявлені у захисті державного суверенітету та територіальної цілісності України, вірність військовій присязі під час російсько-української війни, відзначений — нагороджений орденом Богдана Хмельницького 3 ступеня.